# Idaho Panhandle
Idaho Panhandle er betegnelsen for den nordlige del af staten Idaho i USA. Panhandleområdet omfatter de ti nordligste amter (counties) i Idaho. Benewah, Bonner, Boundary , Clearwater, Idaho, Kootenai, Latah, Lewis, Nez Perce og Shoshone. 
Den sydlige del af området ses af og til omtalt som North Central Idaho, mens resten så kaldes North Idaho. Områdets indbyggere bruger selv sidstnævnte betegnelse for hele området.

## Geografi og befolkning
Området dækker 54.442 km2, hvilket svarer til ca. 25 % af Idahos samlede landområde. I 2010 boede der ca. 318.000 mennesker i området eller 20 % af Idahos samlede befolkning:.
Området omfatter to tidszoner selv om området kun er omkring 200 km på det bredeste sted – og 70 på det smalleste. Nord forSalmon River, som løber gennem Idaho County har man Pacific Time, mens resten af området har Mountain Time lige som resten af staten. Dette skyldes at der ikke er en naturlig grænse mellem Washington og Idaho her, og da Spokane i Washington er det naturlige transportcentrum, var det praktisk at have samme tidszone som Spokane. Samtidigt er der en del byer, der "hænger sammen" med byer på den anden side af grænsen til Washington, hvilket er yderligere en begrundelse.

### Byer
Den største by i området er Coeur d'Alene med ca. 44.000 indbyggere (2010), men den største by i lokalområdet er Spokane på den anden side af statsgrænsen til Washington. Spokane har 209.000 indbyggere (536.000 i "Storspokane"), og områdets eneste større lufthavn.
Andre større byer i området er Lewiston (31.894), Moscow (23.800) som er hjemsted for University of Idaho, Post Falls (25.574), Hayden (13.294) og Sandpoint (7.365). Tallene i parentes er indbyggertal fra 2010.

### Silver Valley
Øst for Coeur d'Alene langs med Interstate Highway 90 strækker sig et område kaldet Silver Valley. Området er som navnet antyder kendt for sine sølvforekomster, og her ligger minebyer med navne som Pinehurst, Kellog, Smelterville, Wardner, Osburn, Silverton, Wallace og Mullan. Alle disse byer ligger i Shoshone County. Størst er Kellog med 2.120 indbyggere, mindst er Silverton, der ikke opgøres selvstændigt. Wardner har 188 indbyggere.
I dette område er produceret imponerende 3 millioner ton zinkmalm, 8 millioner ton blymalm og ikke mindst sølvmalm svarende til over 28.000 ton rent sølv til en samlet værdi af mere end 6 milliarder dollars. Dette gør området til et af verdenshistoriens ti mest givtige mineområder.
I dag næsten al minedrift ophørt, og Silver Valley lever mest af turisme. Befolkning er kendt for ikke tage sig alt for højtideligt, hvilket afspejles i et skilt, som kan ses i byen Kellog. Denne by blev grundlagt af en guldsøger, Noah Kellog, hvis æsel stak af en gang i 1885, og som han fandt igen på et sted, hvor der viste sig at være store sølvforekomster, og der blev hurtigt anlagt en mine, og i nabolaget opstod så byen Kellog, opkaldt efter guldsøgeren. På skiltet kan læses: "This is the town founded by a jackass and inhabited by his descendants" (da: Denne by blev grundlagt af et æsel og er befolket af dets efterkommere.)

### Indianerreservater
I Idaho Panhandle ligger tre indianerreservater, Coeur d'Alene Indian Reservation, der er hjemsted for medlemmer af Coeur d'Alenestammens ca. 6.500 medlemmer), Kootenais Indian Reservation, som er hjemested for Kutenai stammens knap 2.000 medlemmer, og Nez Perce Indian Reservation, hvor ca. 18.000 medlemmer af Nez Perce stammen er bosat.

## Historie
Idaho Panhandle var oprindelige en del af det såkaldte Washington Territory, da dette blev oprettet i 1853. Da Idaho Territory blev grundlagt i 1863 kom området til at indgå i dette territorium, der var langt større end den nuværende stat Idaho, idet hele Montana og det meste af Wyoming indgik i territoriet. Idaho Panhandle opstod, da Montana Territory blev udskilt fra Idaho Territory i 1864. 
Territoriets "regeringsby" flyttede fra Boise i den sydlige del af det nuværende Idaho til Lewiston i 1864, og der blev gjort en del forsøg på at slutte Idaho Panhandle sammen med Washington, men uden held. Heller ikke et forsøg på at gøre Idaho Panhandle til en selvstændig stat lykkedes. Så sent som i 1901 foreslog man at slå Idaho Panhandle sammen med det østlige Wasnington til State of Lincoln, men heller ikke ved den lejlighed blev det en succes. I et forsøg på at dæmpe løsrivelsestrangen, besluttede man allerede i 1889 at placere University of Idaho i byen Moscow, som den gang var områdets største by, men tilsyneladende har det ikke hjulpet, for helt op til nutiden kommer der stadig forslag om at slå The Panhandle, det østlige Washington og af og til det østlige Oregon sammen og danne USA's stat nummer 51.
I 1890'erne var Silver Valley plaget af uroligheder mellem mineejere og minearbejdere. Urolighederne var alvorlige og førte til adskillige dødsfald på begge sider, og flere gange måtte hæren sættes ind, for at stoppe kampe mellem arbejdere og arbejdsgivere.
I 1972 skete den værste mineulykke i Idahos og en af de værste i USA's historie i Sunshine Mine uden for Kellog, hvor 91 minearbejdere blev dræbt. 81 mænd blev reddet ud i første omgang, mens kun to af de minearbejdere, der var tilbage i minen overlevede, alle de øvrige blev dræbt, de fleste af kuldioxidforgiftning efter at der var opstået brand i minen. De to overlevende havde været i stand til at kravle højere op i minen til en lomme med frisk luft . Minen blev genåbnet efter katastrofen, men lukket igen i 2001, da det ikke længere var økonomisk at udvinde sølv fra denne. Der er dog stadig sølv i minen, som i dag er genåbnet. Den 14. februar 2012 måtte minen evakueres på grund af forhøjede mængder af kulmonoxid på grund af en brand. Minen blev genåbnet i juni 2012.

## Fodnoter
1. ↑  census.gov Idaho population by county, 1900-90

## Eksterne kilder
- Visit Idaho.org Arkiveret 21. maj 2007 hos  Wayback Machine - official state site - North Idaho
- U.S. Forest Service - official site - Panhandle National Forests
- History of the Columbia Region Territories- Washington State Historical Society
- Mining Disaster: An Exhibition Arkiveret 26. september 2012 hos  Wayback Machine. 1972 Sunshine Mining Company Mining Disaster Kellogg, Idaho

USA's geografi
47°N 116°V / 47°N 116°V